# Alma (Nebraska)
Alma é uma cidade localizada no estado americano de Nebraska, no Condado de Harlan.

## Demografia
Segundo o censo americano de 2000, a sua população era de 1214 habitantes. 
Em 2006, foi estimada uma população de 1108, um decréscimo de 106 (-8.7%).

## Geografia
De acordo com o United States Census Bureau, a localidade tem uma área de 1,8 km², sem área coberta por água. Alma localiza-se a aproximadamente 602 m acima do nível do mar.

## Localidades na vizinhança
O diagrama seguinte representa as localidades num raio de 20 km ao redor de Alma. 